# Montoso
Montoso è una frazione del comune di Bagnolo Piemonte, in provincia di Cuneo, in Piemonte. La località sorge tra i 1276 e i 1315 metri sul livello del mare si erge fra la Val Pellice a nord e la Val Infernotto. Sulla sua sommità e nelle aree circostanti si è sviluppato un ampio comprensorio turistico culminante nella località di Rucas, dove sono presenti impianti sciistici.

## Storia
La frazione di Montoso, durante la II guerra mondiale, dopo l'armistizio del 1943, fu teatro di battaglie tra i partigiani e le forze nazi-fasciste. Si contraddistinguevano col nome di "Partigiani di Montoso" i garibaldini al comando di figure leggendarie come Barbato e Petralia. A ricordo delle più di 400 vittime partigiane, militari e civili, negli anni '50 fu eretto un sacrario con un faro sull'altura che sovrasta piazza Martiri della Libertà. Ogni anno, nella seconda domenica di luglio, vengono ricordati i Caduti per la Libertà con una cerimonia civile, una messa e l'intervento di un pastore Valdese ed un rabbino ebraico. Fino agli anni '50 Montoso è stata soprattutto sede di alpeggi e malghe, ma, a partire dagli anni '60 si sono sviluppati gli insediamenti abitativi e questa frazione è diventata una località turistica.

### La resistenza dei partigiani
Montoso, per il suo ruolo di centro strategico durante il periodo della resistenza, ancora oggi testimonia, sia nelle celebrazioni ufficiali, sia nei monumenti, sia nelle pubblicazioni la tenacia di voler conservare la memoria della guerra di Liberazione, una guerra di popolo, con i suoi sacrifici, i suoi eroismi, le sue paure, i suoi ideali.
Dopo l'8 settembre 1943, è diventato punto di convergenza per ufficiali e sottufficiali antifascisti, per soldati sbandati del disciolto esercito, per giovani renitenti alla leva, per la gente stanca della guerra e per gli sfollati dalla città. A ricordo delle vittime partigiane e delle numerose vittime civili fu eretto negli anni ’50 un Sacrario con un faro sull’altura che sovrasta Piazza Martiri della Libertà.
Il monumento ai caduti in località Montoso, opera dell'architetto torinese Berlanda. Eretto per iniziativa dei "Partigiani di Montoso", è stato inaugurato il 28 luglio 1952. Sono più di 400 i nomi di partigiani, civili e avieri incisi sulle lapidi che ricoprono le pareti in pietra del monumento. Ogni anno, alla seconda domenica di luglio, vengono ricordati i Caduti per la Libertà con una cerimonia civile e con una triplice cerimonia religiosa: una di rito Cattolico, una di rito Valdese e una di rito Ebraico.
Ogni partigiano ha dato il suo contributo: molti sono morti in azione; altri sono stati vittime di imboscate; altri sono stati catturati in rastrellamenti; altri sono stati fucilati o impiccati. La gente comune ha spesso pagato un alto prezzo per la difesa della libertà e si è schierata con coraggio al fianco dei partigiani.
Oggi sono visibili alcuni simboli di questi sacrifici: oltre al Sacrario e il faro dei rododendri, il sentiero della pace. Protagonisti della guerra di Liberazione: sono giovani uomini che, dopo l’8 settembre 1943, hanno scelto la via dei monti per combattere l’occupazione tedesca, la rabbia e la repressione fasciste.
I ribelli della 105ª Brigata Garibaldi Carlo Pisacane che hanno percorso la Val Luserna, la Valle Infernotto, la Val Varaita, la Valle Po con la loro guerriglia, con il loro mordi e fuggi.Molti sono morti in azione, a volte quando la Liberazione era già avvenuta, e non hanno potuto vedere concretizzati gli ideali e le speranze che li avevano spinti a schierarsi, a scegliere.
Perché è di questo che si trattava e loro, come molti di altre formazioni e di altre zone, non hanno esitato a schierarsi dalla parte dei deboli, dei perseguitati, degli oppressi e ad affrontare fatica, fame, freddo, pidocchi, rastrellamenti, puntate, arresti, torture, paura, solitudine, morte. Uomini capaci di sentimenti e tesi ad un futuro finalmente giusto e di pace.

## Geografia fisica
Il paese è raggiungibile tramite due strade. La prima sale da Bibiana e la seconda da Bagnolo Piemonte. Questo tragitto è caratterizzato inizialmente e successivamente da una serie di tornanti (alcuni con pendenza di oltre i 15%) che terminano dopo 10 chilometri. Qui si può trovare la prima piazza del paese. Proseguendo diritto ci si addentra nel paese mentre svoltando subito sulla sinistra si può raggiungere, dopo una breve salita, il Santuario dell'Assunta, luogo non solo di culto, ma anche adibito al divertimento dei bambini grazie all'estate ragazzi.

## Monumenti e luoghi di interesse

### Il faro
In posizione avanzata e tra la Croce ed il Monumento ai Caduti della Resistenza vi è un faro chiamato " dei Rododendri", i fiori che cospargevano la vetta del monte. Questo faro fu inaugurato la sera dell' 11 luglio 1963, ne fu la Madrina la signora Mussi Quaranta Catterina e l'avvocato Dino Andreis di Cuneo. Don Pietro Mainero ebbe la gioia di benedirlo. E così l'11 luglio tra gli applausi di numerosa folla e la girandola di bellissimi fuochi d'artificio, iniziò a risplendere il nuovo faro dei Rododendri.

### Il santuario dell'Assunta
Il santuario dell'Assunta in località Montoso è un significativo edificio di culto, in pietra di Luserna locale, voluto dal Parroco di Villar Bagnolo Don Mainero Pietro e progettato dall'architetto Aimaro Isola. I lavori di costruzione, cui contribuirono volontariamente molti cavatori e muratori del luogo, iniziarono nel maggio del 1964 ed il santuario venne inaugurato nel giorno dell'Assunta del 1967. Ogni anno, alla vigilia dell'Assunta, si svolge una processione mariana che si snoda lungo tutta la località.
Si era conclusa con il 1961 la celebrazione dell'unità d'Italia che Torino volle celebrare con una monorotaia e una Chiesetta molto graziosa e tutta in vetro.
La monorotaia che era inservibile fu demolita, si parlava che sarebbe stata demolita anche la Chiesetta. Alcuni torinesi del Montoso intravidero la possibilità di portarla su, ma la fragile cappella non avrebbe resistito alle bufere montane ed anche perché era troppo piccola. Non restava altro che affrontare la situazione e farsela da soli con le meravigliose pietre di Luserna (estratte a Montoso).
Successivamente venne assegnato alla parrocchia un appezzamento di terreno di circa 800 metri quadri di proprietà comunale, sito più a ovest del piazzale del Montoso ed in cima al piazzale della Casa Rossa e di fianco alla pineta e onde avere lo spazio anche per le opere annesse: oratorio e canonica, sono stati concessi altri 1050 mq dell'appezzamento dal sig. Fenoglio Chiaffredo. Pomeriggio del 29 settembre 1963, al Montoso, una nebbia intermittente aleggiava sulla località ed il tempo insicuro non era per nulla invitante a questo salire sul monte.
Comunque un buon numero di gente e di autorità era ad attendere il Vescovo Mons. Lanzo. Sul piazzale, spianato da poco tempo, il Vescovo Mons. Lanzo si recò sull'area della nuova Chiesa. Il perimetro della costruzione era stato tracciato sul terreno dal geom. Bruno, ed evidenziato da un cordone di carta policroma. Il Vescovo seguì tutto il percorso tra le brughiere. Si fermò ove, sospesa ad un paranco, era sistemata la prima pietra: un blocco cubico estratto dalle cave di Vottero ed ivi perforato al centro, per potervi inserire l'astuccio con la pergamena che era stata scritta e fregiata dal giovane ragioniere Piero Riva.
Seguirono le firme del Vescovo di Saluzzo, del Parroco, del Presidente del Consorzio, dell'on. Borra, dell'arch. Aimaro Oreglia D'Isola e di molti altri.
Il muratore Piccato Bartolomeo, che avrebbe poi gettato la soletta della Chiesa, calò nel foro della pietra, l'astuccio contenente la pergamena, il Vescovo vi sovrappose un poco di cemento ed il muratore sigillò tutto per bene e tracciò sull'impasto fresco il segno della Croce. Un applauso di tutti i presenti accompagnò la pietra che veniva fatta scendere nel fondamento del costruendo altare.
Il 15 agosto 1967, è stata per il Montoso una giornata radiosa per la grande solennità della inaugurazione della nuova Chiesa.
Una vera folla di gente (si è calcolato circa quindicimila persone). Venne il sacerdote, nella persona dell'Arcivescovo di Cuneo: S. E. Mons. Guido Tonetti, che era Amministratore Apostolico della nostra diocesi. Difatti spetta al Vescovo, consacrare l'altare, la campana e benedire la Chiesa.
Dopo la Messa delle ore 11 si attese S. E. l'Arcivescovo, che arrivò verso le 12, ricevuto da tutte le Autorità locali e dal Consiglio della «Pro Montoso», poi si portò al ristorante Friuland, ove la Pro Montoso ha voluto accogliere l'Arcivescovo e tutte le Autorità partecipanti con un pranzo ottimamente riuscito. 
Erano presenti l'on.le Adolfo Sarti, Sottosegretario al Turismo, l'on. Borra di Pinerolo, il dott. Falco Presidente della Provincia, il Maggiore Bernini Carlo, Comandante del Gruppo Carabinieri di Cuneo, il Capitano Richero Giuseppe, Comandante della Compagnia di Saluzzo, i parroci di diversi paesi vicini e molti sacerdoti, il Sindaco e la Giunta di Bagnolo, il Sindaco di Bibiana e il Consiglio direttivo della Pro Montoso. Alle ore 16 ebbe inizio il rito della inaugurazione: S. E. l'Arcivescovo, accompagnato da tutte le Autorità civili, militari e scolastiche, a cui si aggiunsero il sen. Giraudo e il dott. Edoardo Calleri, Presidente della Cassa di Risparmio di Torino, fu accolto sulla gradinata della nuova Chiesa dalle poesie di due scolari: Crespo Imma, Ribotta Piero, e dal Presidente della Pro Montoso, il Sig. Ercole Depetris, che brevemente illustrò come si è riusciti a portare a termine la nuova Chiesa.
Dopo questi saluti l'Arcivescovo, rivestitosi dei paramenti sacri, diede inizio alla consacrazione della campana donata dai partigiani del Montoso il 9 luglio 1967, la quale era stata posta sotto il porticato antistante la Chiesa. Come la Chiesa è dedicata all'Assunta, così la campana fu dedicata a S. Giuseppe Cafasso. Era Padrino della bandiera il sig. Menudo Pietro, ex partigiano, e madrina la Baronessa prof. Leletta Oreglia D'Isola, sorella dell'architetto Aimaro.
L'Arcivescovo asperse il bronzo della campana con l'acqua lustrale poi la consacrò con l'olio santo e con il Crisma. Alla fine della funzione la campana fu fatta risuonare e si procedette alla benedizione dei muri perimetrali della nuova Chiesa. Anche l'altare fu asperso con acqua lustrale, poi unto ai quattro lati e al centro con olio Santo e Crisma. In una piccola fossetta quadra nel suo centro furono sigillate le reliquie di tre SS. Martiri.